# Junior Eurovision Song Contest 2016
Junior Eurovision Song Contest 2016 je v pořadí 14. ročník této soutěže pro účastníky ve věku od 8 do 15 let. Konal se v maltském hlavním městě Vallettě po loňském vítězství Destiny Chukunyere. Soutěže se zúčastnilo 17 zemí. Na rozdíl od roku 2016 se odhlásili Černá Hora, Slovinsko a San Marino. Naproti tomu se do soutěže vrátili Kypr, Izrael a Polsko. Soutěž vyhrála Gruzie se zpěvačkou Mariam Mamadašvili, která zpívala píseň Mzeo (česky Slunce). Gruzie tímto vyhrála soutěž již potřetí (Poprvé v roce 2008, podruhé v roce 2011), čímž se stala doposud nejúspěšnější zemí v této soutěži. Na druhém místě skončila Arménie a na třetím Itálie.

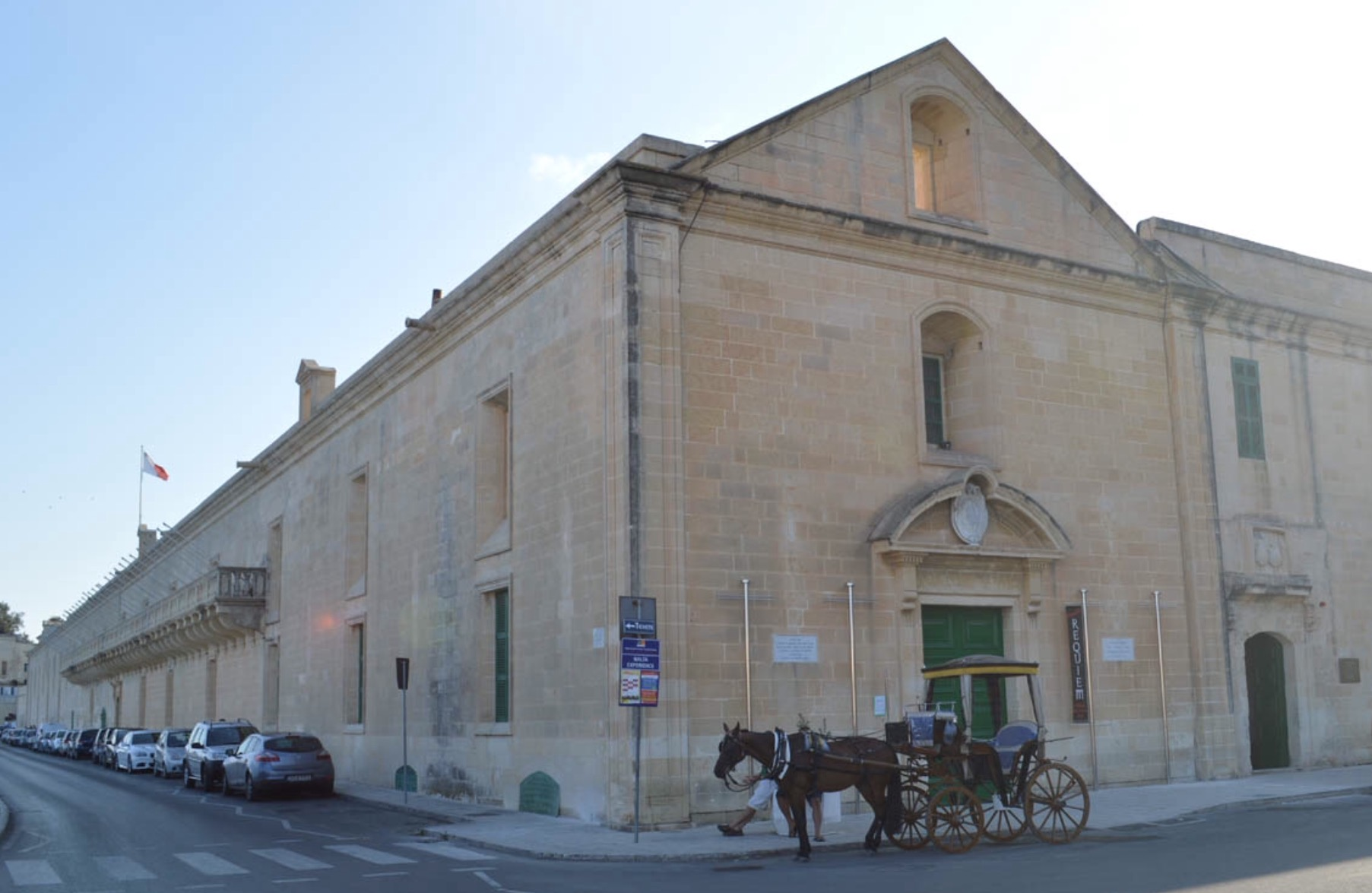
The Mediterranean Conference Centre, místo konání soutěže.

## Místo konání
Na tiskové konferenci na podzim roku 2015 bylo Evropskou vysílací unií oznámeno, že rozeslali nabídku několika veřejnoprávním televizím na konání nadcházejícího ročníku Junior Eurovision. V polovině dubna 2016 bylo oznámeno, že se soutěž bude konat na Maltě, která ji hostila již v roce 2014. Přímý přenos byl vysílán z The Mediterranean Conference Centre v hlavním městě, která má kapacitu 1 400 míst.

## Zúčastněné země
| Draw 1 | Pořadí     | Interpret                 | Píseň                                                         | Jazyk                    | Pořadí | Body |
| ------ | ---------- | ------------------------- | ------------------------------------------------------------- | ------------------------ | ------ | ---- |
| 1.     | Irsko      | Zena Donnely              | Bríce ar Bhríce                                               | Irština, Angličtina      | 10     | 122  |
| 2.     | Arménie    | Anahit & Mary             | Tarber (Տարբեր)                                               | Arménština, Angličtina   | 2      | 232  |
| 3.     | Albánie    | Klesta Qehaja             | Besoj                                                         | Albánština, Angličtina   | 13     | 38   |
| 4.     | Rusko      | The Water of Life Project | Water of Life                                                 | Ruština, Angličtina      | 4      | 202  |
| 5.     | Malta      | Christina Magrin          | Parachute                                                     | Angličtina               | 6      | 191  |
| 6.     | Bulharsko  | Lidia Geneva              | Magical Day (Valsheben Den) (Вълшебен ден)                    | Bulharština, Angličtina  | 9      | 161  |
| 7.     | Makedonie  | Martija Stanojković       | Love Will Lead Our Way (Ljubovta ne vodi) (Љубовта не води)   | Makedonština, Angličtina | 12     | 41   |
| 8.     | Polsko     | Olivia Wieczorek          | Nie Zapomnij                                                  | Polština, Angličtina     | 11     | 60   |
| 9.     | Bělorusko  | Alexander Minyonok        | Musyka Moikh Pobed (Music is My Only Way) (Музыка моих побед) | Ruština, angličtina      | 7      | 177  |
| 10.    | Ukrajina   | Sofia Rol                 | Planet Craves for You                                         | Ukrajinština, Angličtina | 14     | 30   |
| 11.    | Itálie     | Fiamma Boccia             | Cara Mamma – Dear Mom                                         | Italština, angličtina    | 3      | 209  |
| 12.    | Srbsko     | Dunja Jeličić             | U la la la (У ла ла ла)                                       | Srbština                 | 17     | 14   |
| 13.    | Izrael     | Shir & Tim                | Follow My Heart                                               | Hebrejština, angličtina  | 15     | 27   |
| 14.    | Austrálie  | Alexa Curtis              | We Are                                                        | Angličtina               | 5      | 202  |
| 15.    | Nizozemsko | Kisses                    | Kisses and Dancin´                                            | Nizozemština, angličtina | 8      | 174  |
| 16.    | Kypr       | George Michaelides        | Dance Floor                                                   | Řečtina, angličtina      | 16     | 27   |
| 17.    | Gruzie     | Mariam Mamadašvili        | Mzeo (მზეო)                                                   | Gruzínština              | 1      | 239  |